# Arteagabeitia-Zuazo
Arteagabeitia-Zuazo est le 6e district de la ville de Barakaldo, dans la Communauté autonome du Pays Basque en Espagne. Il se divise en deux quartiers: Arteagabeitia et Zuazo.